# Sommer-Paralympics 2008/Rollstuhltennis
Bei den Sommer-Paralympics 2008 in Peking wurden in insgesamt sechs Wettbewerben im Rollstuhltennis Medaillen vergeben. Die Entscheidungen fielen zwischen dem 13. und dem 15. September 2008 im Olympic Green Tenniszentrum.

## Klassen
Bei den paralympischen Tenniswettbewerben mussten Athleten mindestens in einem Bein massive Funktionseinschränkungen haben. Athleten, die an drei oder vier Gliedmaßen behindert sind (Quadriplegiker), starteten gemischt.

## Ablauf
Es nahmen insgesamt 112 Athleten, davon mindestens 64 männliche und mindestens 32 weibliche, an den paralympischen Tenniswettkämpfen teil. Es wurden für Frauen und Männer sowie für Quadriplegiker jeweils ein Einzel und ein Doppel ausgespielt.

## Zeitplan
| Herreneinzel         | Herreneinzel         | Herreneinzel         | 1. Runde | 2. Runde     | 2. Runde      | Achtelfinale  | Viertelfinale | Halbfinale               | Spiel um Bronze          | Finale |
| Herrendoppel         | Herrendoppel         | Herrendoppel         |          |              | 1. Runde      | Achtelfinale  | Viertelfinale | Halbfinale               | Spiel um Bronze · Finale |        |
| Dameneinzel          | Dameneinzel          | Dameneinzel          | 1. Runde |              | Achtelfinale  | Viertelfinale | Halbfinale    | Spiel um Bronze          | Finale                   |        |
| Damendoppel          | Damendoppel          | Damendoppel          |          |              | Achtelfinale  | Viertelfinale |               | Halbfinale               | Spiel um Bronze          | Finale |
| Quadriplegikereinzel | Quadriplegikereinzel | Quadriplegikereinzel |          | Achtelfinale | Viertelfinale |               | Halbfinale    | Spiel um Bronze          | Finale                   |        |
| Quadriplegikerdoppel | Quadriplegikerdoppel | Quadriplegikerdoppel |          |              | Viertelfinale | Halbfinale    |               | Spiel um Bronze · Finale |                          |        |

|  | Wettkampftage |  | Finaltage |

## Ergebnisse

### Männer

#### Einzel
| Platz | Land        | Spieler           |
| ----- | ----------- | ----------------- |
| 1     | Japan       | Shingo Kunieda    |
| 2     | Niederlande | Robin Ammerlaan   |
| 3     | Niederlande | Maikel Scheffers  |
| 4     | Niederlande | Ronald Vink       |
| 5     | Japan       | Satoshi Saida     |
| 5     | Frankreich  | Michaël Jeremiasz |
| 5     | Schweden    | Stefan Olsson     |
| 5     | Frankreich  | Stéphane Houdet   |

Datum: 15. September 2008

#### Doppel
| Platz | Land        | Spieler                                |
| ----- | ----------- | -------------------------------------- |
| 1     | Frankreich  | Stéphane Houdet Michaël Jeremiasz      |
| 2     | Schweden    | Stefan Olsson Peter Vikström           |
| 3     | Japan       | Shingo Kunieda Satoshi Saida           |
| 4     | Niederlande | Maikel Scheffers Ronald Vink           |
| 5     | Südkorea    | Lee Ha-gel Oh Sang-ho                  |
| 5     | Österreich  | Thomas Mossier Martin Legner           |
| 5     | Niederlande | Robin Ammerlaan Eric Stuurman          |
| 5     | Polen       | Piotr Jaroszewski Tadeusz Kruszelnicki |

Datum: 14. September 2008, 15:30 Uhr

### Frauen

#### Einzel
| Platz | Land                | Spielerin           |
| ----- | ------------------- | ------------------- |
| 1     | Niederlande         | Esther Vergeer      |
| 2     | Niederlande         | Korie Homan         |
| 3     | Frankreich          | Florence Gravellier |
| 4     | Niederlande         | Jiske Griffioen     |
| 5     | Volksrepublik China | Hu Dandan           |
| 5     | Vereinigte Staaten  | Beth Arnoult        |
| 5     | Niederlande         | Sharon Walraven     |
| 5     | Volksrepublik China | Dong Fuli           |

Datum: 14. September 2008

#### Doppel
| Platz | Land                   | Spielerinnen                         |
| ----- | ---------------------- | ------------------------------------ |
| 1     | Niederlande            | Korie Homan Sharon Walraven          |
| 2     | Niederlande            | Jiske Griffioen Esther Vergeer       |
| 3     | Frankreich             | Florence Gravellier Arlette Racineux |
| 4     | Vereinigte Staaten     | Beth Arnoult Kaitlyn Verfuerth       |
| 5     | Japan                  | Mie Yaosa Yuko Okabe                 |
| 5     | Volksrepublik China    | Hu Dandan Dong Fuli                  |
| 5     | Vereinigtes Königreich | Jordanne Whiley Lucy Shuker          |
| 5     | Japan                  | Kanako Domori Chiyoko Ohmae          |

Datum: 15. September 2008, 13:00 Uhr

### Quadriplegiker

#### Einzel
| Platz | Land                   | Spieler                    |
| ----- | ---------------------- | -------------------------- |
| 1     | Vereinigtes Königreich | Peter Norfolk              |
| 2     | Schweden               | Johan Andersson            |
| 3     | Vereinigte Staaten     | David Wagner               |
| 4     | Vereinigte Staaten     | Nick Taylor                |
| 5     | Niederlande            | Dorrie Timmermans-van Hall |
| 5     | Israel                 | Shraga Weinberg            |
| 5     | Japan                  | Sadahiro Kimura            |
| 5     | Niederlande            | Bas van Erp                |

Datum: 14. September 2008, 13:00 Uhr

#### Doppel
| Platz | Land                   | Spieler/-innen                         |
| ----- | ---------------------- | -------------------------------------- |
| 1     | Vereinigte Staaten     | David Wagner Nick Taylor               |
| 2     | Israel                 | Boaz Kramer Shraga Weinberg            |
| 3     | Vereinigtes Königreich | Peter Norfolk Jamie Burdekin           |
| 4     | Niederlande            | Dorrie Timmermans-van Hall Bas van Erp |
| 5     | Schweden               | Christer Jansson Johan Andersson       |
| 5     | Italien                | Antonio Raffaele Giuseppe Polidori     |

Datum: 13. September 2008, 18:30 Uhr

## Medaillenspiegel
| Platz | Land                   | G | S | B | Gesamt |
| ----- | ---------------------- | - | - | - | ------ |
| 01    | Niederlande            | 2 | 3 | 1 | 6      |
| 02    | Frankreich             | 1 | – | 2 | 3      |
| 03    | Japan                  | 1 | – | 1 | 2      |
| 03    | Vereinigte Staaten     | 1 | – | 1 | 2      |
| 03    | Vereinigtes Königreich | 1 | – | 1 | 2      |
| 06    | Schweden               | – | 2 | – | 2      |
| 07    | Israel                 | – | 1 | – | 1      |